# Ángel García del Val
Ángel García del Val (València, 1948) és un director de cinema valencià. Mentre estudiava dret i medicina a la Universitat de València es va iniciar en el cinema amateur, rodant pel·lícules de manera experimental i antiacadèmica en 16 mm. El 1975 va rodar el seu primer llargmetratge, Resurrección, pel·lícula experimental de caràcter bíblic amb referències a la Guerra Civil espanyola que fou projectada el 1976 a l'Aula Magna de la Universitat de València, on els grups ultradretans provocaren un gran enrenou.
Continuarà el 1977 va estrenar Salut de lluita, produïda per Rafael Barberá amb 400.000 pessetes i amb guió coescrit amb Sergio de la Torre. Es tracta d'un documental que abasta els fets des de la manifestació organitzada per la Taula de Forces Polítiques i Sindicals del País Valencià amb el lema Per la Llibertat, per l’Amnistia, per l’Estatut d’Autonomia, pel Sindicat Obrer el 12 de juliol de 1976 fins a la matança d'Atocha el 24 de gener de 1977. El militar de la UMD José Luis Pitarch va coordinar entrevistes amb Lluís Font de Mora, Carmen Alborch o Ernest Lluch. Fou projectada a l'Ateneu Mercantil Valencià el 5 de juliol de 1977 i ressenyada a Cartelera Turia, Cal Dir o Dos y Dos.
Posteriorment va continuar amb els documental Motín sobre el motí convocat per la Coordinadora de Presos Españoles en Lucha a la Presó Model de València. El 1978 va ser detingut i va romandre incomunicat dos dies a la Prefectura Superior de la Policia de València, alhora que el material de rodatge fou intervingut, de manera que va finalitzar el rodatge. El seu tercer llargmetratge fou Cada ver es (1981), produïda amb la venta d'un pis i que retrata al conservador del dipòsit de cadàvers de l'Hospital Clínic Universitari de València, i que fou classificada S per les autoritats. El propi director va dur a terme una recollida de signatures per poder exhibir la pel·lícula. Malgrat les bones crítiques no es va pode estrenar fins al 14 de octubre de 1983 al cine Xerea de València, cosa que el va empentar a la marginalitat. No va rodar el seu quart llargmetratge fins 1997 El sueño de Cristo, gràcies al suport del productor José Pablo Gadea, amb un pressupost de 420.000 euros i una subvenció de Canal 9, que fou estrenada a la XVIII edició de la Mostra de València-Cinema del Mediterrani.

## Filmografia
- Resurreción (1976)
- Salut de lluita (1977)
- Motín (1978)
- Cada ver es (1981)
- El sueño de Cristo (1997)